# Chimaera panthera
Chimaera panthera är en broskfiskart som beskrevs av Didier 1998. Chimaera panthera ingår i släktet Chimaera och familjen havsmusfiskar. Inga underarter finns listade i Catalogue of Life.
Arten förekommer i havet vid Nya Zeeland. Den vistas i områden som ligger 320 till 1020 meter under havsytan. Exemplaren når en maximal längd av 129 cm. Honor lägger antagligen ägg.
För beståndet är inga hot kända. Hela populationen anses vara stabil. IUCN listar arten som livskraftig (LC).